# 徐家汇藏书楼
徐家汇藏书楼（拉丁語：Bibliotheca Zi-ka-wei），又称天主教藏书楼、汇堂石室，是一座位于上海徐家汇的历史建筑，现在已被列为第二批上海市优秀历史建筑。原为天主教耶稣会在上海开办的一所图书馆，目前共藏书56万余册，其中包括2,000多册1800年以前出版的珍贵西文古籍。2014年，入选上海市文物保护单位。

## 历史
徐家汇藏书楼包括两幢建筑：「南楼」又称「神父楼」始建于1867年，是原徐家汇耶稣会总院的一幢楼，为4层西式建筑；与之相连的另一幢2层西式建筑则是当时的藏书楼，现称「藏经楼」，也称「北楼」。1897年建成保留至今的这座2层藏书楼，建筑面积2000多平方米。这是上海现代图书馆的雏形，1949年以前，这里在上海众多的图书馆中，以其丰富的中外藏书、设备和建筑占有突出地位。楼下是中文书库，仿清代收藏四库全书的文澜阁；二楼是西文书库，仿梵蒂冈藏书楼的风格。1955年以前，这里为神学院专用。1956年，藏书楼被政府征用，成为上海图书馆的一个部分，专门收藏1949年以前出版的外文书籍，其中包括前亚洲文会图书馆、尚贤堂藏书、海光西方思想图书馆、上海租界工部局公共图书馆以及西侨青年会等处的藏书和沪上各所大学院校图书馆转调此处的外文书。
藏书楼一度长期不对外开放，读者需凭单位介绍信才能进入查阅资料；20世紀後半葉，由於管理维护不善，曾出现地下室进水、地基下陷等严重建筑问题，1990年代徐家汇地区建设地铁站，上海市政府曾考虑拆除该楼，后经巴金等知名知识分子联名呼吁才得以保留。藏書樓於2002年修缮並對所有公众开放。

## 交通
- 上海地铁徐家汇站（上海轨道交通1号线、9号线、11号线）